# Kalînivka, Ielaneț
Kalînivka (în ucraineană Калинівка) este localitatea de reședință a comunei Kalînivka din raionul Ielaneț, regiunea Mîkolaiiv, Ucraina.

## Demografie
Componența lingvistică a localității Kalînivka
     Ucraineană (93,86%)
     Rusă (4,13%)
     Română (1,06%)
     Alte limbi (0,11%)
Conform recensământului din 2001, majoritatea populației localității Kalînivka era vorbitoare de ucraineană (93,86%), existând în minoritate și vorbitori de rusă (4,13%) și română (1,06%).